# Kreuzkirche (Nürnberg-Schweinau)

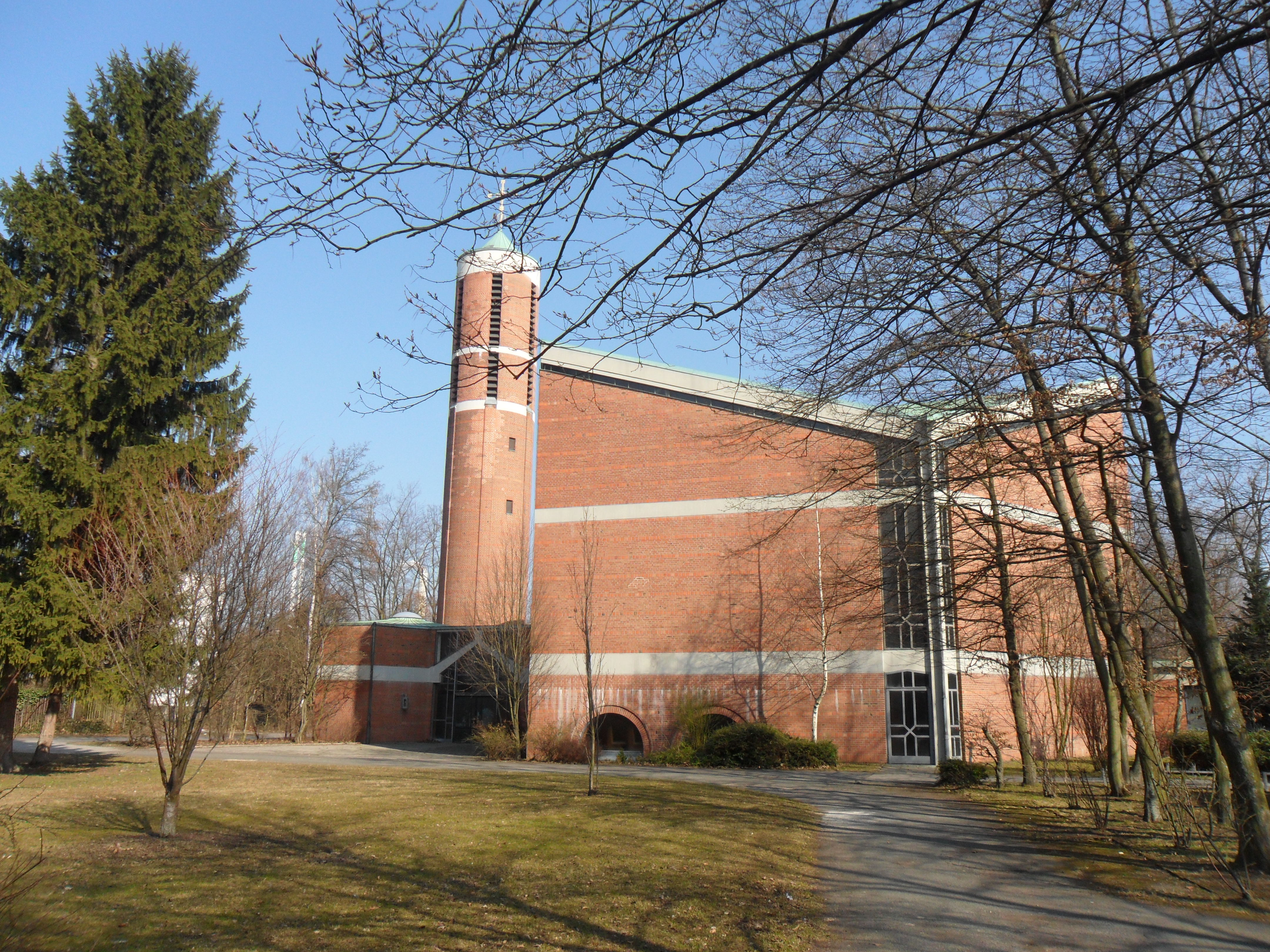
Kreuzkirche (Nürnberg-Schweinau)

Die denkmalgeschützte, evangelische Kreuzkirche steht in Schweinau, einem Stadtteil der kreisfreien Großstadt Nürnberg (Mittelfranken, Bayern). Die Pfarrkirche ist unter der Denkmalnummer D-5-64-000-2471 als Baudenkmal in der Bayerischen Denkmalliste eingetragen. Die Kirche gehört zum Prodekanat West des Dekanats Nürnberg im Kirchenkreis Nürnberg der Evangelisch-Lutherischen Kirche in Bayern. Die Kirche ist seit 2004 wegen der Gefahr des Einsturzes geschlossen. Die Gottesdienste finden im Gemeindezentrum statt. Die Steinmeyer-Orgel von 1964 wurde der Paulskirche Odessa gespendet.

## Beschreibung
Die Saalkirche auf sechseckigem Grundriss wurde 1963 nach einem Entwurf von Olaf Andreas Gulbransson posthum fertiggestellt. Das Dach des Kirchenschiffs wird von einem Ringanker aus Stahlbeton getragen. Die Taufkapelle auf polygonalem Grundriss steht abgesetzt im Norden, davon leicht nordöstlich der Campanile. Nach Süden wurde das Gemeindezentrum angebaut.